# Unity Band
Unity Band je studiové album amerického kytaristy Pata Methenyho ve spolupráci se saxofonistou Chrisem Potterem, kontrabasistou Benem Williamsem a bubeníkem Antoniem Sánchezem. Album vyšlo v červnu 2012 pod značkou Nonesuch Records. Jedná se o Methenyho první album, na kterém použil tenorsaxofon od roku 1980, kdy vydal album 80/81.

## Seznam skladeb
Autorem všech skladeb je Pat Metheny.
| Pořadí | Název                        | Délka |
| ------ | ---------------------------- | ----- |
| 1.     | New Year                     | 7:37  |
| 2.     | Roofdogs                     | 5:33  |
| 3.     | Come and See                 | 8:28  |
| 4.     | This Belongs to You          | 5:20  |
| 5.     | Leaving Town                 | 6:24  |
| 6.     | Interval Waltz               | 6:26  |
| 7.     | Signals (Orchestrion Sketch) | 11:26 |
| 8.     | Then and Now                 | 5:57  |
| 9.     | Breakdealer                  | 8:34  |

## Obsazení
- Pat Metheny – elektrická kytara, akustická kytara, kytarový syntezátor, orchestrionics
- Chris Potter – tenorsaxofon, basklarinet, sopránsaxofon
- Ben Williams – kontrabas
- Antonio Sánchez – bicí

## Žebříčky
| Žebříček (2012)           | Umístění |
| ------------------------- | -------- |
| Billboard Top Jazz Albums | 2        |
| Billboard 200             | 146      |